# Краснихин, Павел Иосифович
Павел Иосифович Краснихин — советский хозяйственный, государственный и политический деятель.

## Биография
Родился в 1924 году в Петровске. Член КПСС.
Участник Великой Отечественной войны, морской десантник в составе 260 отдельной бригады морской  пехоты Балтийского флота. С 1949 года — на хозяйственной, общественной и политической работе. В 1949—1989 гг. — агроном Старо-Бахметьевской машинно-тракторной станции, директор Биклейской машинно-тракторной станции Базарно-Карабулакского района Саратовской области, председатель Базарно-Карабулакского райисполкома, секретарь Саратовского обкома КПСС по сельскому хозяйству, начальник Саратовского областного управления сельского
хозяйства, ректор Саратовского сельскохозяйственного института.
В 1967 г.  защитил диссертацию на соискание ученой степени кандидата экономических наук на тему: Экономика производства зерновых бобовых культур в Саратовской области.  Научными руководителями диссертанта  были профессор А.И. Смирнов и доцент А.А. Толканица.
В апреле 1976 г. становится ректором Саратовского сельскохозяйственного института.
С 1978 г. одновременно руководил кафедрой организации сельскохозяйственного производства. 
Делегат XXIII съезда КПСС.
Умер 27 сентября 2005 года в Саратове.

## Награды
орден Отечественной войны I степени
орден Славы III степени
орден Октябрьской революции
орден Трудового Красного Знамени (дважды)
орден "Знак Почета" (дважды)
орден Дружбы народов